# Hemispadella dauvini
Hemispadella dauvini är en djurart som tillhör fylumet pilmaskar, och som beskrevs av Casanova 1996. Hemispadella dauvini ingår i släktet Hemispadella och familjen Spadellidae. Inga underarter finns listade i Catalogue of Life.